# Juga (hospodar mołdawski)
Juga (rum. Iuga Vodă; zm. po 1403) – hospodar Mołdawii w latach 1399–1400.
Jego pochodzenie nie jest pewne. Przypuszcza się, że nie pochodził z mołdawskiej rodziny panującej. Natomiast zdaniem J. Tęgowskiego był synem Żurża, bratankiem Piotra I i Romana I. W literaturze bywa niekiedy łączony z Jerzym Koriatowiczem, władcą Podola.
Władcą Mołdawii został w 1399, po śmierci Stefana I. W 1400 stracił jednak tron w wyniku interwencji Mirczy Starego, który osadził na mołdawskim tronie Aleksandra Dobrego, a Jugę wziął do niewoli.